# 路德维希·克维德
路德维希·克维德（德語發音：[ˈluːtvɪç ˈkvɪdə] ⓘ，1858年3月23日—1941年3月4日），德国历史学家、和平主义者，因对皇帝威廉二世的尖锐批评而闻名。他在1927年与法国人费迪南·比松一同获得诺贝尔和平奖。